# Fausto & Furio - Nun potemo perde
Fausto & Furio è un film del 2017 diretto da Lucio Gaudino.
La commedia, essenzialmente una parodia della fortunata saga Fast and Furious, ha per protagonisti Maurizio Battista ed Enzo Salvi, che tornano come coppia comica protagonista dopo Una cella in due.
Il film, uscito il 6 luglio 2017, è stato girato a Frignano, in provincia di Caserta, e in alcune zone di Napoli e Roma.

## Trama
Fausto Giomagnoli e Furio Balducci sono due sbandati romani, uno è dedito al gioco d'azzardo mentre l'altro tira avanti con lavori precari e mal pagati. Morti i rispettivi padri, proprietari e soci di un'officina meccanica, i figli ereditano l'attività, ma non sanno portarla avanti. Con l'aiuto di un misterioso esperto di motori, i due amici allo sbaraglio riusciranno a rilanciare l'azienda paterna.
Per altro, oltre all'officina, Fausto e Furio hanno ereditato anche il debito contratto dai loro genitori con un boss della malavita locale, una somma che si aggira intorno ai duecentomila euro. Per recuperare la cifra, i due soci squattrinati attuano ogni tipo di piano: da traffici illeciti alle gare clandestine, fino al sequestro di autovetture.
Fausto e Furio si cacciano dunque in mille guai, cercando anche di conquistare il cuore della bella barista di cui entrambi si sono infatuati.